# Пясъчница
Пясъчницата (Gymnammodytes cicerelus), наричана също ува, е дънна риба от семейство Пясъчници.
Обитава дъна, покрити с пясък и дребни камъчета в крайбрежни зони до 20 m дълбочина. Среща се в Атлантическия океан (от Португалия до Сенегал), Средиземно и Черно море.

## Описание
Достига 12 – 15 cm на дължина и 7 – 10 g на тегло. Тялото е удължено, с кожени гънки отстрани. Страничната линия е разположена близо до гръбния профил. Главата е конично заострена. На цвят гърбът е синьо-сив, коремът е сребрист, а главата е тъмна. Формира пасажи и се заравя в тинята. Обикновено живее по 3 – 4 години.
Счита се за деликатес в каталонската кухня, където се пържи.